# Emmanuelle Merlot
Emmanuelle Merlot née le 10 janvier 1986 à Châtellerault, est une coureuse cycliste, dirigeante d'équipe cycliste et commentatrice sportive française. Coureuse au sein de l'équipe Vienne Futuroscope de 2006 à 2013, elle a notamment remporté le Grand Prix de Plumelec-Morbihan en 2013. Elle est désormais présidente de cette équipe, nommée FDJ-Suez, et commente des courses pour la télévision.

## Biographie
En 2002, Emmanuelle Merlot est championne de France sur route en catégorie cadettes.
En 2006, son père Gatien Merlot, chef d'entreprise, crée avec Serge Gautreau l'équipe Vienne Futuroscope, qu'elle intègre,. Elle court pendant huit ans pour cette équipe. Elle est troisième du championnat de France du contre-la-montre espoirs en 2008. En mai 2013, à quelques mois de la fin de sa carrière, elle remporte le Grand Prix de Plumelec-Morbihan, manche de la Coupe de France, en ayant fait toute la course en tête. Malgré ce succès, elle prend sa retraite sportive à l'issue de la saison, « car il [lui] est impossible de concilier [ses] activités professionnelles et le vélo. »
Elle intègre l'encadrement de l'équipe, devenue Poitou-Charentes.Futuroscope.86, en tant que chargée de relation-communication. En 2017, l'équipe est renommée FDJ-Nouvelle Aquitaine-Futuroscope avec l'arrivée du sponsor FDJ. Emmanuelle Merlot en devient présidente. Son époux, Stephen Delcourt, est le manager général de l'équipe.
Emmanuelle Merlot est également commentatrice de courses à la télévision. Après une première expérience sur BeIn Sports, pour laquelle elle commente le championnat du monde sur route en septembre 2013, elle est engagée par France Télévisions pour commenter le championnat de France sur route et La course by Le Tour de France en 2014. Elle rejoint ensuite L'Équipe TV.

## Palmarès
- 2002
  - Championne de France sur route cadettes[3]
- 2005
  - Chrono de Tauxigny
- 2006
  - 3e du Chrono de Tauxigny
- 2007
  - 2e du Chrono de Tauxigny
- 2008
  - Chrono de Tauxigny
  - Duo Normand (avec Karine Gautard-Roussel)
  - 3e de la Classic Féminine de Vienne Nouvelle-Aquitaine
  - 3e du championnat de France du contre-la-montre espoirs
- 2010
  - Chrono de Tauxigny
- 2011
  - Chrono de Tauxigny
- 2012
  - 3e du championnat de France de poursuite par équipes
- 2013
  - Chrono de Tauxigny
  - Grand Prix de Plumelec-Morbihan